# Madtsoiidae
Madtsoiidae è una famiglia estinta composta principalmente da serpenti gondwanici di grande successo vissuti dal Cretaceo superiore al Pleistocene superiore, circa 98–0.012 milioni di anni fa (Cenomaniano-Calabriano), i cui fossili sono stati ritrovati in Sud America, Africa, India, Australia ed Europa meridionale. I madtsoiidi includono serpenti molto primitivi, che, come i boa e i pitoni moderni, probabilmente utilizzavano la costrizione per uccidere le loro prede. I generi includono alcuni dei serpenti più lunghi conosciuti come Vasuki, che poteva raggiungere una lunghezza di almeno 11-12 metri, e i generi australiani Wonambi e Yurlunggur. Essendo un raggruppamento di forme basali, la composizione e persino la validità di Madtsoiidae sono in uno stato precario mentre vengono descritti nuovi reperti pertinenti, con prove più recenti che suggeriscono che il gruppo come precedentemente definito possa essere parafiletico.
Sebbene i madtsoidi persistessero in Australia fino al Pleistocene, si estinsero in gran parte altrove durante l'Eocene. Tuttavia, alcune specie persistettero in Sud America e in India durante l'Oligocene.

## I serpenti più primitivi
Questa famiglia comprende serpenti molto primitivi, tra i primi apparsi sulla Terra. In un modo molto simile agli attuali boa e pitoni, i madtsoiidi uccidevano le loro prede tramite strangolamento. Tra i madtsoiidi più noti vi fu Gigantophis garstini, uno dei più lunghi serpenti noti (oltre 10 metri), il minuscolo Nidophis e gli australiani Wonambi e Yurlunggur, i cui nomi richiamano la mitologia aborigena. Essendo forme molto primitive, i madtsoiidi non godono di una classificazione molto chiara e la loro stessa validità tassonomica in quanto gruppo unitario è a volte messa in discussione.

## Classificazione e descrizione
I madtsoiidi vennero classificati dapprima come una sottofamiglia di boidi (Hoffstetter , 1961a). Successivi studi basati su nuovi resti fossili permisero di capire che questi animali appartenevano a un'entità tassonomica più alta. La lunghezza di questi serpenti primitivi variava da meno di un metro a oltre dieci metri, e si pensa che utilizzassero le loro spire in un modo analogo a quello degli odierni pitoni. La struttura delle mascelle, più primitiva di quella delle forme attuali, fa pensare che i madtsoiidi fossero meno adatti a inghiottire prede di grandi dimensioni. Vi sono alcuni caratteri anatomici che distinguono la famiglia, quasi tutti riguardanti le vertebre. Ad esempio, la presenza di ipoapofisi è relegata alle sole vertebre dorsali anteriori e vi sono dei fori (denominati parazigantrali) disposti su ogni vertebra.
Come la maggior parte dei serpenti fossili, molti madtsoiidi sono conosciuti attraverso vertebre isolate, ma alcuni esemplari si sono conservati in maniera più completa: tra queste Madtsoia bai, M. camposi, Wonambi naracoortensis, le specie di Nanowana, alcune specie non ancora descritte di Yurlunggur e Najash rionegrina. Quest'ultima forma non è stata inclusa nei madtsoiidi al momento della sua descrizione (Apesteguía e Zaher, 2006) in quanto nell'articolo gli stessi madtsoiidi non sono stati considerati un gruppo monofiletico, ma da altri autori è considerata appartenente alla famiglia sulla base di caratteristiche vertebrali.
L'esemplare tipo di Najash è il solo reperto di madtsoiide in cui sia conservato il cinto pelvico e le zampe posteriori: non sarebbe sorprendente, quindi, se in futuro venissero rinvenuti altri esemplari di madtsoiidi dotati di zampe.

## Nomi indigeni
Alcuni generi di madtsoiidi sono stati denominati usando parole indigene: ad esempio gli australiani Wonambi, Yurlunggur e Nanowana (dalle lingue aborigene), e lo spagnolo Herensugea (dalla lingua basca). Sembra che a inaugurare questo “tendenza” sia stato George Gaylord Simpson, che nel 1933 descrisse Madtsoia bai usando parole di lingua Tehuelche per il nome del genere.